# Izba Zgromadzenia (Bahamy)

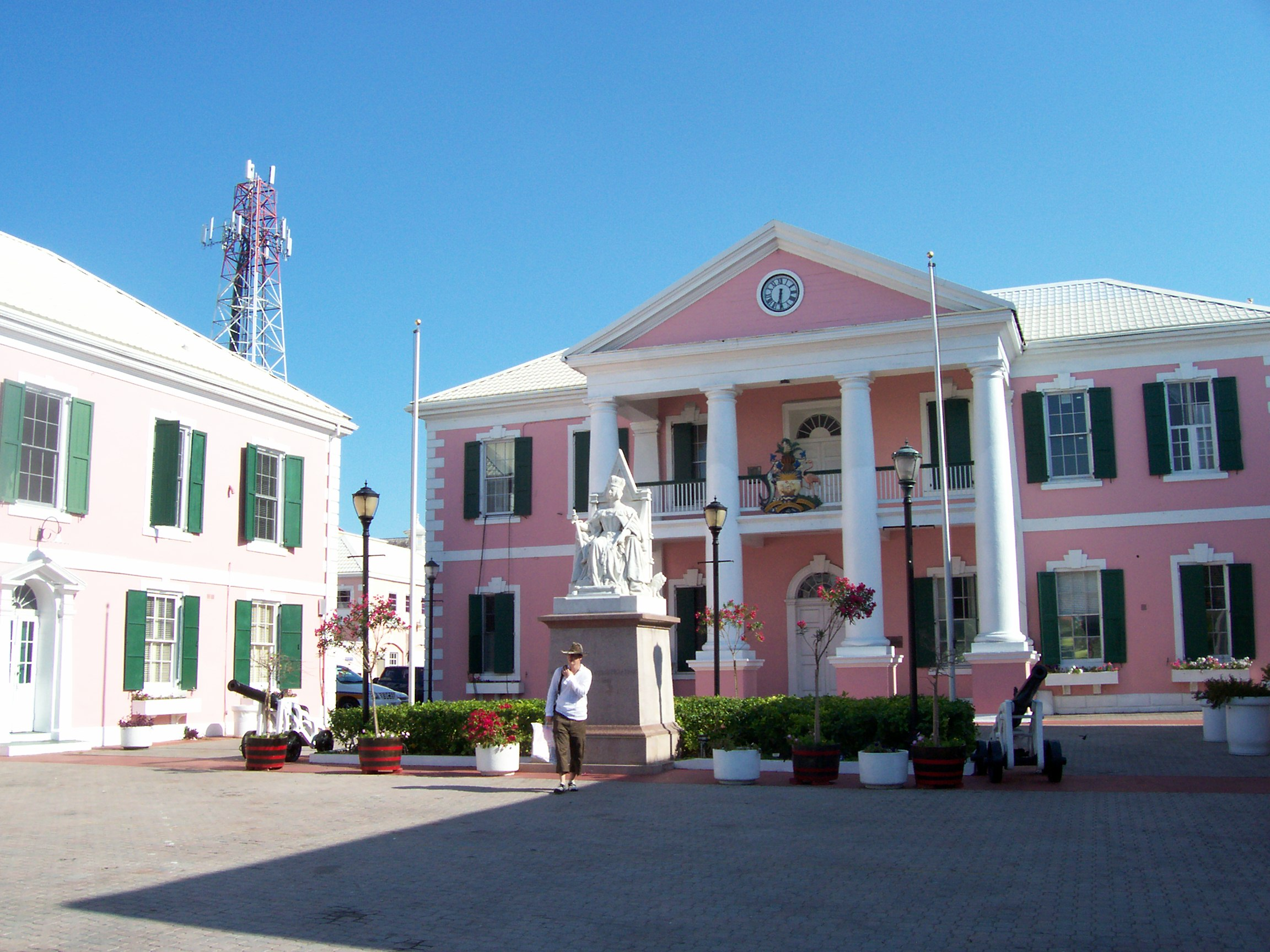
Gmach bahamskiego parlamentu w Nassau

Izba Zgromadzenia (ang. House of Assembly) - niższa izba parlamentu Bahamów. Składa się z 41 członków wyłanianych na 5-letnią kadencję. Wybory mają charakter bezpośredni i większościowy, stosuje się jednomandatowe okręgi wyborcze.
Na Bahamach panuje system dwupartyjny, w związku z czym w parlamencie tradycyjnie zasiada jedna partia rządząca i jedna opozycyjna. Obecnie, po wyborach z 2021, układ sił wygląda następująco:
- Postępowa Partia Liberalna: 32 mandatów
- Wolny Ruch Narodowy: 7 mandatów